# A Cigana Adormecida
A Cigana Adormecida (em francês:  La Bohémienne endormie, título original) é uma pintura a óleo do pintor naïf francês Henri Rousseau (1844-1910) datada de 1897 e pertencente ao Museu de Arte Moderna de Nova Iorque.
É uma representação fantástica, quase surrealista, de um leão que encontra uma mulher adormecida no chão em noite enluarada. O próprio Rousseau descreveu assim o tema da obraː
Uma negra errante, uma bandolinista, jaz em sono profundo, vencida pelo cansaço, com o seu bandolim  e um jarro de água ao seu lado. Um leão que a encontrou cheirou-a, mas não a devora. Há um efeito do luar, muito poético.

## História
Rousseau expôs a pintura pela primeira vez no 13º Salão dos Independentes, e tentou, sem sucesso, vendê-la à prefeitura da sua cidade natal, Laval. Em vez disso, a obra entrou na coleção particular de um comerciante parisiense de carvão, onde permaneceu até 1924, quando foi descoberta pelo crítico de arte Louis Vauxcelles. O negociante de arte de Paris, Daniel-Henry Kahnweiler, comprou a pintura em 1924, embora tenha ocorrido uma controvérsia sobre se esta pintura era uma falsificação. Acabou por ser adquirida pelo historiador de arte Alfred H. Barr Jr. para o Museu de Arte Moderna (Nova Iorque).
A pintura tem servido de inspiração para a poesia e música, e foi usada e copiada por vários artistas, muitas vezes com o leão substituído por um cão ou outro animal. Em Os Simpsons, no episódio Mom and Pop Art, Homer sonha em acordar na cena da pintura com o leão lambendo a cabeça dele. Uma reprodução da obra aparece no filme The Apartment, de 1960, dirigido por Billy Wilder, por cima da comatosa Fran Kubelik (Shirley MacLaine).